# 2003 NBA Draft
2003 NBA Draft – National Basketball Association Draft, który odbył się 26 czerwca 2003 w hali Madison Square Garden w Nowym Jorku. Uważa się go za jeden z najbardziej udanych draftów w historii (obok lat 1984, czy 1996). Wybrano w nim sześciu uczestników NBA All-Star Game i czterech wybranych do All-NBA Team. LeBron James otrzymał nagrodę MVP sezonu zasadniczego w 2009, 2010, 2012 i 2013 roku, Dwyane Wade został MVP finału NBA w 2006, Boris Diaw zdobył tytuł NBA Most Improved Player Award w 2006, Leandro Barbosa został najlepszym rezerwowym ligi w 2007, a Jason Kapono dwukrotnie z rzędu wygrał Three-Point Shootout
W drafcie tym zostało wybranych dwóch polskich koszykarzy: z numerem 30. (pierwszym w drugiej rundzie) został wybrany Maciej Lampe (przez New York Knicks), zaś z numerem 35. Szymon Szewczyk (przez Milwaukee Bucks). Lampe w czterech klubach NBA rozegrał w sumie pięć sezonów, Szewczyk nie pojawił się tam do dziś.

## Legenda
Pogrubiona czcionka – wybór do All-NBA Team.
|  | – występ w NBA All-Star Game. |

Gwiazdka (*) – członkowie Basketball Hall of Fame.

## Runda pierwsza
| Nr | Zawodnik                  | Narodowość          | Drużyna NBA                                              | College/drużyna                    |
| -- | ------------------------- | ------------------- | -------------------------------------------------------- | ---------------------------------- |
| 1  | LeBron James (SF)         | Stany Zjednoczone   | Cleveland Cavaliers                                      | St. Vincent - St. Mary High School |
| 2  | Darko Miličić (F/C)       | Serbia i Czarnogóra | Detroit Pistons (z Memphis Grizzlies)                    | Hemofarm Vršac                     |
| 3  | Carmelo Anthony (SF)      | Stany Zjednoczone   | Denver Nuggets                                           | Syracuse University                |
| 4  | Chris Bosh (F/C)          | Stany Zjednoczone   | Toronto Raptors                                          | Georgia Institute of Technology    |
| 5  | Dwyane Wade (SG)          | Stany Zjednoczone   | Miami Heat                                               | Marquette University               |
| 6  | Chris Kaman (C)           | Stany Zjednoczone   | Los Angeles Clippers                                     | Central Michigan University        |
| 7  | Kirk Hinrich (PG)         | Stany Zjednoczone   | Chicago Bulls                                            | University of Kansas               |
| 8  | T.J. Ford (PG)            | Stany Zjednoczone   | Milwaukee Bucks (z Atlanta Hawks)                        | University of Texas                |
| 9  | Michael Sweetney (PF)     | Stany Zjednoczone   | New York Knicks                                          | Georgetown University              |
| 10 | Jarvis Hayes (F/G)        | Stany Zjednoczone   | Washington Wizards                                       | University of Georgia              |
| 11 | Mickaël Piétrus (G/F)     | Francja             | Golden State Warriors                                    | EB Pau Orthez                      |
| 12 | Nick Collison (PF)        | Stany Zjednoczone   | Seattle SuperSonics                                      | University of Kansas               |
| 13 | Marcus Banks (PG)         | Stany Zjednoczone   | Memphis Grizzlies (z Houston Rockets                     | University of Nevada, Las Vegas    |
| 14 | Luke Ridnour (PG)         | Stany Zjednoczone   | Seattle SuperSonics (z Milwaukee Bucks)                  | University of Oregon               |
| 15 | Reece Gaines (F/G)        | Stany Zjednoczone   | Orlando Magic                                            | University of Louisville           |
| 16 | Troy Bell (PG)            | Stany Zjednoczone   | Boston Celtics (sprzedany do Memphis Grizzlies)          | Boston College                     |
| 17 | Žarko Čabarkapa (SF)      | Serbia i Czarnogóra | Phoenix Suns                                             | Budućnost Podgorica                |
| 18 | David West (PF)           | Stany Zjednoczone   | New Orleans Hornets                                      | Xavier University                  |
| 19 | Aleksandar Pavlović (F/G) | Serbia i Czarnogóra | Utah Jazz                                                | Budućnost Podgorica                |
| 20 | Dahntay Jones (SG)        | Stany Zjednoczone   | Boston Celtics (z Philadelphia 76ers)                    | Duke University                    |
| 21 | Boris Diaw (SG)           | Francja             | Atlanta Hawks (z Indiana Pacers)                         | EB Pau Orthez                      |
| 22 | Zoran Planinić (G/F)      | Chorwacja           | New Jersey Nets                                          | Cibona Zagrzeb                     |
| 23 | Travis Outlaw (SF)        | Stany Zjednoczone   | Portland Trail Blazers                                   | Starkville High School             |
| 24 | Brian Cook (PF)           | Stany Zjednoczone   | Los Angeles Lakers                                       | University of Illinois             |
| 25 | Carlos Delfino (SG)       | Argentyna           | Detroit Pistons                                          | Unión de Santa Fe                  |
| 26 | Ndudi Ebi (SF)            | Wielka Brytania     | Minnesota Timberwolves                                   | Westbury Christian School          |
| 27 | Kendrick Perkins (C)      | Stany Zjednoczone   | Memphis Grizzlies (z Sacramento Kings via Orlando Magic) | Ozen High School                   |
| 28 | Leandro Barbosa (SG)      | Brazylia            | San Antonio Spurs (sprzedany do Phoenix Suns)            | Bauru Tilibra                      |
| 29 | Josh Howard (F/G)         | Stany Zjednoczone   | Dallas Mavericks                                         | Wake Forest University             |

Gracze spoza pierwszej rundy tego draftu, którzy wyróżnili się w czasie gry w NBA to m.in.: Jason Kapono, Luke Walton, Kyle Korver, Zaza Paczulia oraz Mo Williams.